# ユビキタス
ユビキタス (英: ubiquitous) は、遍在（いつでもどこでも存在すること）をあらわす言葉。
至高の存在が遍在するという点について、宗教体系によって考え方は異なる。キリスト教、ユダヤ教、イスラム教などの一神教では、神と宇宙は別のものだが、神はどこにでも存在している。汎神論的な信念においては、神と宇宙は同一である。万有内在神論的な信念では、神は宇宙に浸透しているが、時間と空間において宇宙を超えている。

## 宗教における遍在
キリスト教、カバラ哲学、ハシディック哲学では、神は遍在する。旧約聖書や知恵文学によると、神は顕在的に存在することも(詩篇46:1)(イザヤ書57:15)、いつでも被造物全体のあらゆる状況の中に存在することもできる(詩篇33:13)(詩篇33:14)(エレミヤ書23:24)(箴言15:3)(列王記8:27)。
トーマス・オーデンは人間の生活のあらゆる側面に神が存在しうることを聖書が示していると述べている。
- 神は自然の秩序のあらゆる側面、因果関係のあらゆるレベル、自然史のあらゆる一瞬の出来事に存在している。(詩篇8:3、イザヤ40:12、ナホム1:3）
- 神は、その子イエス・キリストの受肉（キリスト教）において、身体的に存在している。(ヨハネの福音書1:14、コロサイの信徒への手紙2:9)

ドミニク・マルバニヤンは遍在（Omnipresence）とは、神がすべての空間を占有することでも、すべての空間に神が分布することでも、すべての存在に内在することでも、神が空間で動くことができないことでも、宇宙が神格化されることでもなく、神がどこにでも完全に存在し、神が異なる場所で異なることを同時に行うことができることを意味すると指摘している。

## 用語の起源
日本語の「ユビキタス」は英語の「ubiquitous」に由来し、「ubiquitous」はラテン語で遍在をあらわす一般的な用語「ubique」に由来する。ラテン語のこの語は宗教的な文脈で神の遍在をあらわすために用いられる。元来は、疑問詞 ubī「どこ? (where)」に接尾辞 -que (～も、～も) がついて ubīque「どこでも (everywhere)」の意味をなす。（疑問詞 quis「何? (what)、誰? (who)」と quisque「何でも、誰でも、各個、各人 (everything, everyone)」も同様）

## 用語の転用
パロアルト研究所のマーク・ワイザーが、1991年の論文『The Computer for the 21st Century』にて、コンピュータやネットワークなどの遍在をあらわす意味合いで用いた。以来、ユビキタスコンピューティングやユビキタスネットワーク、更にはそれらが当たり前になった社会を指す「ユビキタス社会」などの意味で用いられるようになった。